# Kościół św. Kingi w Żegiestowie-Zdroju
Kościół św. Kingi w Żegiestowie Zdroju – neogotycki, kościół parafialny wybudowany w  latach 1907–1908, położony w Żegiestowie-Zdroju na zboczu góry Czerszli.

## Historia
Już na początku powstania uzdrowiska jego założyciel Karol  Medwecki przy źródle Anna przebudował szopę na prymitywną drewnianą kapliczkę dla potrzeb kuracjuszy. W 1870 powstał komitet społeczny który planował wybudować kaplicę ze składek kuracjuszy, jednak nie był w stanie sfinansować jej budowy. W 1876 została wybudowana drewniana kaplica, ufundowana ponownie przez Karola Medweckiego. Nie była to świątynia z prawdziwego zdarzenia, pełniła jednak rolę kościoła do czasu wybudowania w 1908 nowego.
W 1885 powstał kolejny Komitet budowy kościoła w którym działali różni kuracjusze – świeccy i duchowni. Po śmierci  Karola Medweckiego, fundusze składkowe na kościół przejęli jego spadkobiercy.
W 1906 uzdrowisko od Juliana Krynickiego zakupiła spółka ks. Michał Żyguliński i Stanisław Więckowski. Komitet budowy kościoła w ramach zamiany gruntów otrzymał od spółki teren na zboczu góry.
W 1907 rozpoczęto budowę kościoła. Nowa murowana świątynia została zbudowana i wyposażona ze składek zgromadzonych przez gości uzdrowiska Żegiestów-Zdrój.

Dobry przykład i zbożna myśl pierwszego ofiarodawcy ks. Dunajewskiego, późniejszego kardynała i biskupa krakowskiego, znalazła licznych naśladowców i pozwoliła po 40 latach z drobnych składek wybudować i oddać do użytku kuracjuszy, stylowy ładny kościółek.

Kościół został wybudowany według projektu wykonanego na podstawie niekompletnych planów Jana Zawiejskiego, przez architektów Grabowskiego i Żarczewskiego. Poświęcony został 23 lipca 1908 przez bpa Leona Wałęgę. Jego patronką została św. Kinga (wówczas jeszcze błogosławiona), opiekunka polskiego Spiszu i Ziemi Sądeckiej. 
W 1933 biskup tarnowski Franciszek Lisowski ustanowił w Żegiestowie Zdroju stałą placówkę duszpasterską. 

## Architektura
Kościół zbudowany na planie prostokąta na osi wschód – zachód. Murowany z cegły z użyciem kamienia, w stylu neogotyckim, złożony z czteroprzęsłowej nawy i krótkiego prezbiterium, zamkniętego trójbocznie. Nawę od prezbiterium oddziela ostrołukowa arkada. Wnętrze nakryte sklepieniami krzyżowymi na gurtach. Do nawy z lewej strony dostawiona jest zakrystia, zaś od frontu niewielki przedsionek. Kościół nakrywa dwuspadowy dach z wieżyczką i sygnaturką zwieńczoną iglicą z krzyżem. Ściany opięte są uskokowymi przyporami, między którymi znajdują się ostrołukowe okna.  

## Wyposażenie wnętrza
Ołtarz główny z 1908 oraz boczny z 1911 neogotyckie, wykonane przez Jana Wałaszka z Krakowa. Główny z rzeźbionym krucyfiksem oraz stojącymi pod krzyżem figurami Matki Boskiej i św. Jana. Ołtarz boczny z figurą św. Anny. Polichromia figuralna i ornamentalna na gurtach sklepień i w arkadzie z powodu długoletniego zawilgocenia ścian kościoła została wykonana przez Tadeusza Terleckiego dopiero w roku 1932. Malowidła stylizowane na średniowieczne, przedstawiają sceny z życia św. Kingi i związane z nią legendy. Nad drzwiami do zakrystii umieszczony jest obraz przedstawiający górnika wręczającego św. Kindze, znany z legendy, jej pierścień zaręczynowy wrzucony przez nią na Węgrzech do kopalni w Marmarosz Sziget a odnaleziony w pokładzie soli w Wieliczce. Nad głównym wejściem artysta namalował duży obraz przedstawiający rycerstwo polskie udające się na pomoc księciu kijowskiemu dla odparcia najazdu pogan z przyglądającą się z króżganków królową Kingą oraz postaciami św. Gerwazego i Protazego. Ponadto wnętrze wypełniają obrazy: św. Judy Tadeusza oraz Veraicon z ok.1953 namalowane przez Czesława Lenczowskiego. Konfesjonał neogotycki z 1932 zaprojektowany przez Tadeusza Terleckiego. Monstrancja neogotycka z 1930 wykonana wg. projektu Jana Bukowskiego. W okno prezbiterium za ołtarzem wprawiony jest witraż św. Kingi, a w ścianie południowej św. Stanisława Kostki. Witraże z 1956 i 1966 wykonane w firmie Mieczysława Paczki z Krakowa. W kościele znajduje się dzwon Barbara ufundowany przez robotników odbudowujących tunel kolejowy, odlany w 1947 w nieznanym zakładzie. 
W kościele jest się kopia obrazu kanonizacyjnego św. Kingi patronki kościoła, poświęconego 16 czerwca 1999 w Starym Sączu przez Ojca Świętego Jana Pawła II.  
Obok kościoła, po jego południowej stronie, znajduje się figura św. Kingi „patrząca” na uzdrowisko, wykonana przez Andrzeja Piszczyka z Krynicy.

## Relikwie
W 2005 ks. Konrad Krajewski, ceremoniarz papieski, przekazał do kościoła, jako najstarszego w Polsce pod wezwaniem św. Kingi, relikwiarz św. Kingi, który Jan Paweł II otrzymał jako dar za jej kanonizację w Starym Sączu od narodów polskiego i węgierskiego.

## Modernizacja
W latach 1992–1995 kościół został powiększony poprzez przedłużenie nawy o jedno przęsło. W latach 2003–2008 odnowiono wnętrze, zainstalowano ogrzewanie oraz dokonano konserwacji witraży, wstawiono w oknach na zewnątrz podwójną zespoloną szybę, odnowiono złocenia ołtarza, wycięto drzewa i krzewy, dodano oświetlenie zewnętrzne.

## Ochrona konserwatorska
Podlega obowiązkowi ochrony konserwatorskiej budynków i zespołów zabytkowych nie wpisanych do rejestru zabytków, będących zabytkami w myśl ustawy z dnia 23 lipca 2003 r. o ochronie zabytków i opiece na zabytkami.

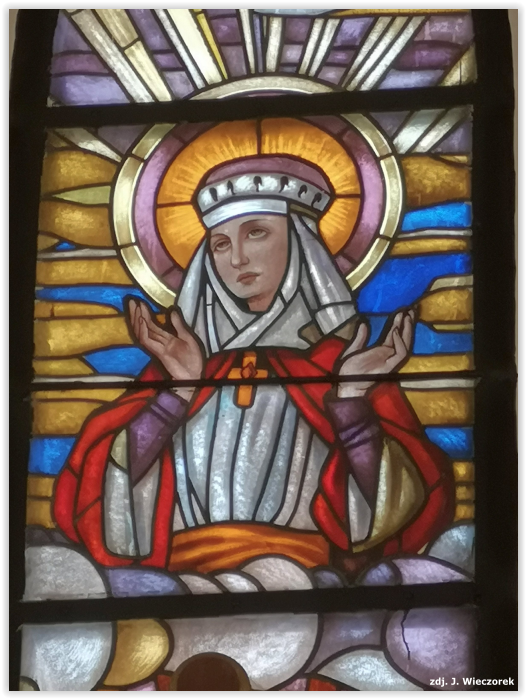
Witraż św. Kingi
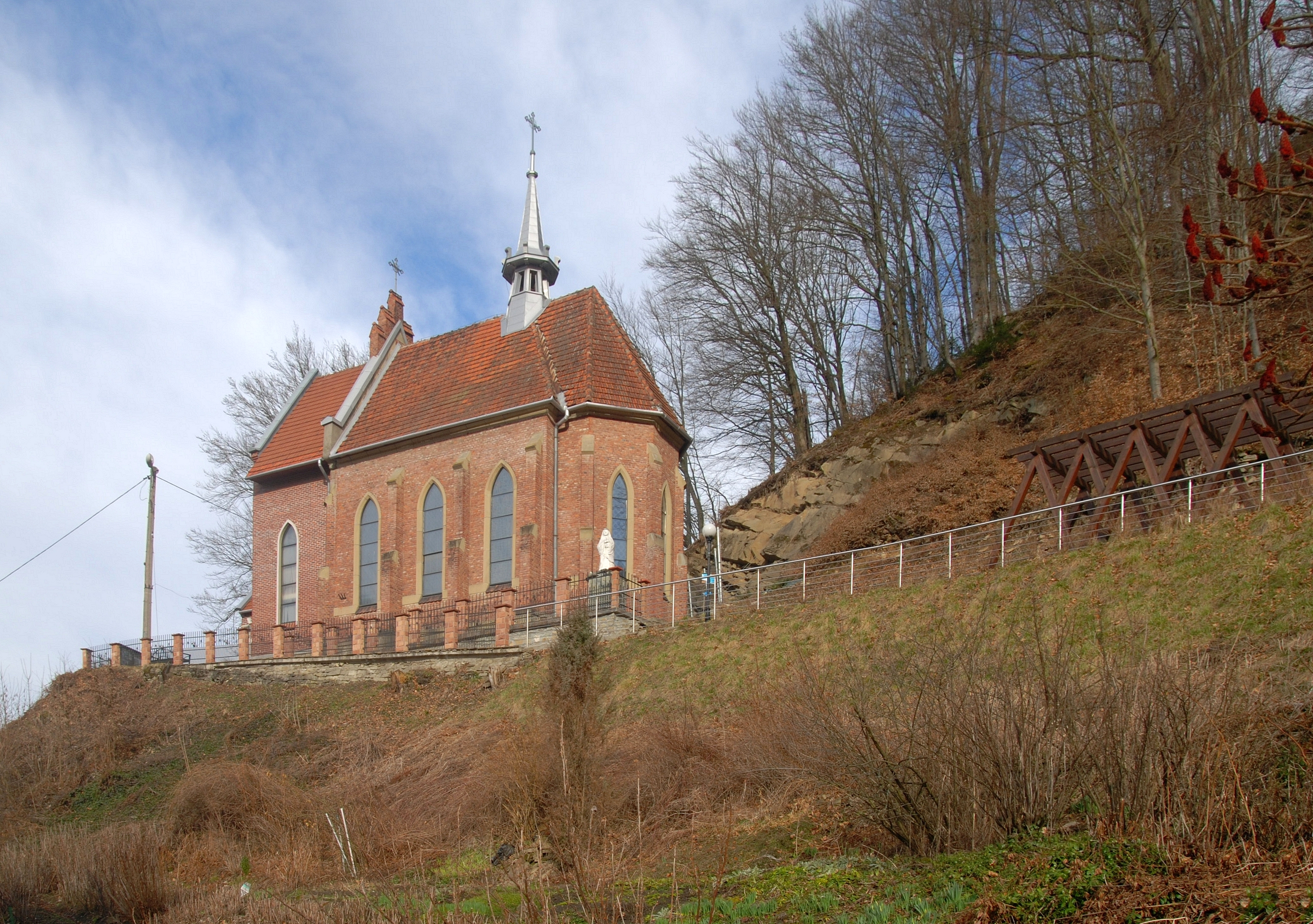
Widok dobudowanej nawy
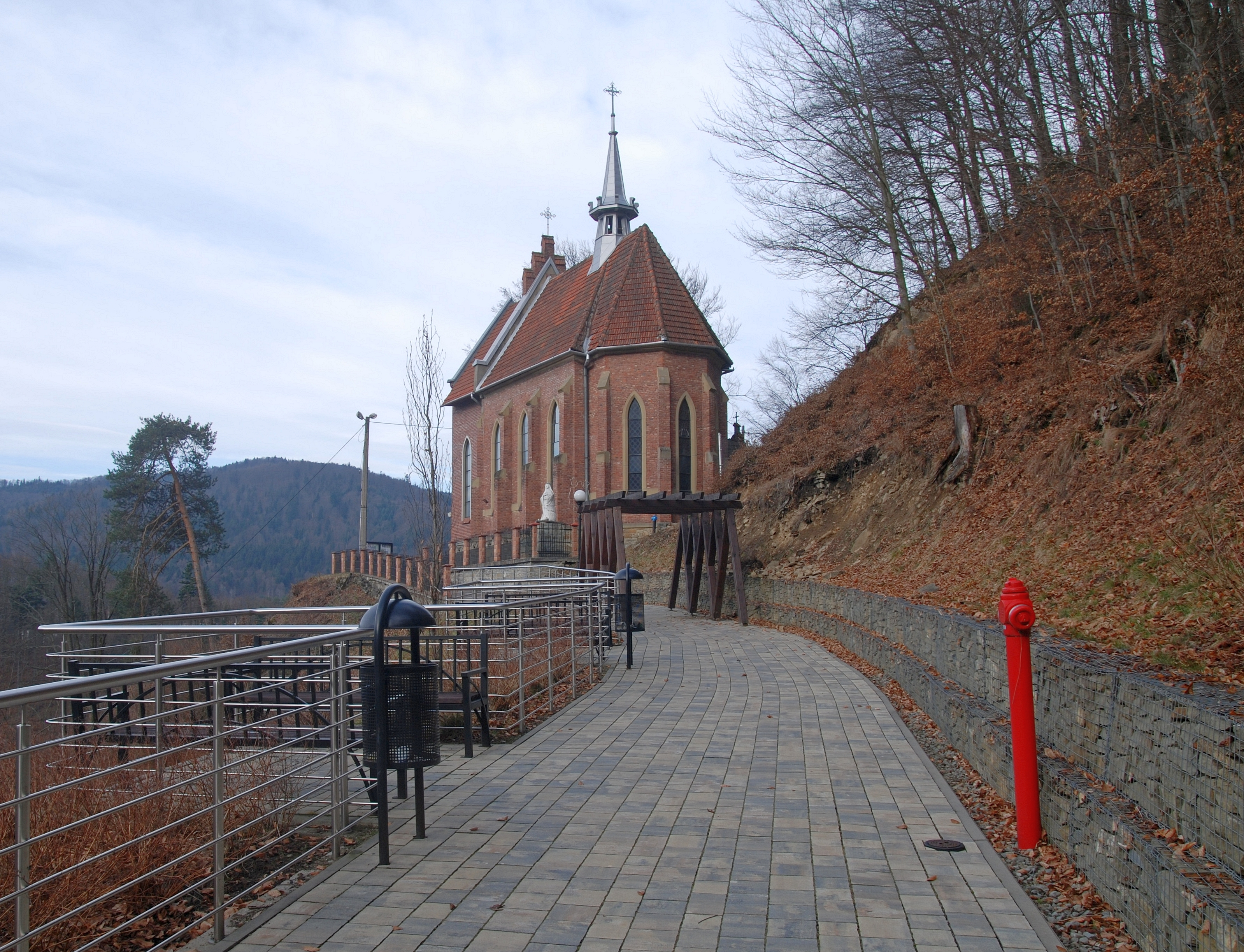
Żegiestów-Zdrój, kościół i figura św. Kingi